# Copaifera pubiflora
Copaifera pubiflora är en ärtväxtart som beskrevs av George Bentham. Copaifera pubiflora ingår i släktet Copaifera, och familjen ärtväxter. Inga underarter finns listade i Catalogue of Life.